# متجر كيندل
متجر كيندل هو متجر إلكتروني لبيع الكتب الإلكترونية تديره شركة امازون ويمكن الوصول اليه من اجهزة أمازون كيندل وكيندل فاير وتطبيق كيندل للهواتف الذكية واجهزة مايكروسوفت ويندوز وماك أو إس. عند اصدار المتجر في نوفمبر 2007 كان يحتوي على 88 الف كتاب. ازداد إلى 275 الف في نهاية 2008 ووصل إلى 765 الف في أغسطس 2011. في يوليو 2014 وصل إلى 2.7 مليون. اعتبارا من مارس 2018 هنالك 6 ملايين كتاب في النسخة الأمريكية للمتجر. المتجر متوفر في أكثر من 170 دولة من بينها مصر والامارات والسعودية من خلال الموقع الامريكي الرسمي. وتتواجد كتب بلغات متعددة منها العربية.

## اقرأ ايظا
- نشر ذاتي
- كيندل للنشر المباشر
- تبادل إنشاء الكتب المسموعة

## وصلات خارجية
- الموقع الرسمي لمتجر كيندل الأمريكي
- الموقع الرسمي لمتجر كيندل البريطاني